# Lennart Rydfors
Lennart Birger Rydfors, född 8 november 1922 i Stockholm, död 29 december 1999, var en svensk diplomat.

## Biografi
Rydfors är son till häradshövding Birger Jacobsson och Carin Rydfors. Han tog studentexamen i Östersund 1940, reservofficersexamen vid Kungliga Sjökrigsskolan 1945, filosofie kandidatexamen i Uppsala 1947, statsvetenskaplig examen i Stockholm 1948 och juris kandidatexamen i Stockholm 1949. Rydfors var verksam vid Statens handels- och industrikommission 1949 och blev attaché vid Utrikesdepartementet (UD) samma år och tjänstgjorde i Buenos Aires 1951. Han var därefter ambassadsekreterare i Washington, D.C. 1954, tjänstgjorde vid FN-delegationen i New York 1955, Bogotá, Panama City och Quito 1957, förste sekreterare vid UD 1959, ambassadråd vid Genève-delegationen 1963, kansliråd vid UD 1968, utrikesråd och chef för handelsavdelningen 1972 (biträdande 1970), ambassadör i Nairobi 1973, Brasilia 1978 och Lissabon 1986–1988.
Han gifte sig 1959 med Anne Slater, MA (född 1934), dotter till skriftställare Fletcher Slater och Eleanore Peirce. Han är far till Björn (född 1960) och Jan (född 1961) och Leif (född 1976). Rydfors avled den 29 december 1999 och gravsattes den 14 januari 2000 på Norra begravningsplatsen i Solna kommun.

## Utmärkelser
- Argentinska förtjänstorden Al Merito (ArgAM)[2]